# サミュエル・ダレンバート
- サミュエル・ダレンベア

サミュエル・ダレンバート（Samuel Dalembert）ことサミュエル・デイビス・ダレンバート（Samuel Davis Dalembert, フランス語読みサミュエル・ダランベール, 1981年5月10日 - ）は、カナダのプロバスケットボール選手。ハイチの首都ポルトープランス出身。ポジションはセンター。身長211cm、体重113kg。日本語でサミュエル・ダレンベアと表記する事もある。
現在はカナダ国籍を取得したハイチ系カナダ人であり、モントリオール市民である。

## 経歴
エディ・グリフィンらと共にシートンホール大学で2年間プレイした後、2001年のNBAドラフトでシクサーズから全体の26位指名を受けNBA入り。ルーキーシーズンは34試合のみの出場に終る。
2002-03シーズンは怪我により全休。03-04シーズンは82試合全てに出場しリバウンドとブロックで才能の片鱗を見せた。

2005年にはフリーエージェントとなり、長期大型契約を結んだ。
気分屋で気性の激しい性格の持ち主とされており、その点がダレンベアが伸び悩んだ大きな要因とされている。2010年夏に9年間在籍したシクサーズから放出されて以降、サクラメント・キングス、ヒューストン・ロケッツ、ミルウォーキー・バックス、ダラス・マーベリックス、ニューヨーク・ニックスと1年ごとに移籍を繰り返すなど、すっかりジャーニーマンに落ち着き、そして2015年1月5日に、ニューヨーク・ニックスから解雇された。

## カナダ代表
2007年、カナダ代表として北京オリンピックの南北アメリカ大陸予選に参加して5位。2008年の世界最終予選への切符を手に入れる。

2008年、2008年北京オリンピックのバスケットボール競技・世界最終予選に再びカナダ代表として参加。この大会にはデトロイト・ピストンズのジョエル・アンソニーもカナダ代表として共に参加。予選グループを突破し、決勝トーナメントに進出するも、１回戦でクロアチアに敗れ敗退。2000年シドニーオリンピック以来の出場の夢は叶わなかった。

## プレースタイル
オフェンス力は乏しく、ディフェンスで貢献するタイプの選手で、30分に満たない出場時間で約10本のリバウンドと2本近いブロックショットを決める。だが、センターとしては線が細く、パワーのあるセンターには苦戦を強いられている。ファールの多さが問題となり、長時間プレーできないのが課題となっており、シクサーズを追われて以降は、出場時間も減少している。